# 1813 az irodalomban

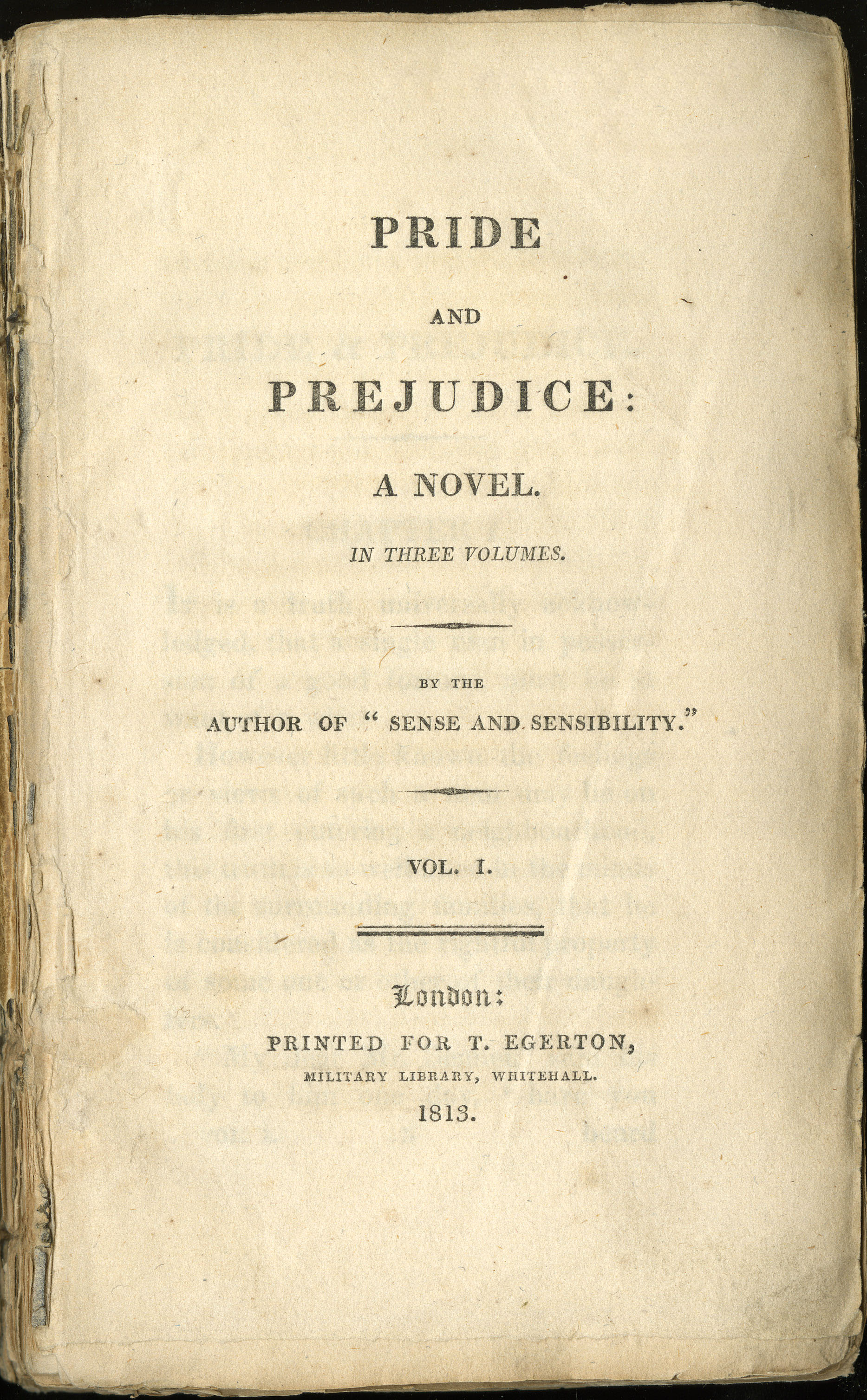
Büszkeség és balítélet (1813)

Az 1813. év az irodalomban.

## Megjelent új művek
- Jane Austen világhírű regénye: Büszkeség és balítélet (Pride and Prejudice).
- Londonban adják ki Madame de Staël esszéjét: De l'Allemagne (Németországról); Párizsban csak a következő évben jelenik meg. (A könyv már 1810-ben készen volt, de Napóleon akkor elrendelte megsemmisítését.)
- E. T. A. Hoffmann német romantikus író elbeszélése: Don Juan.

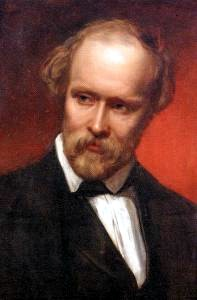
Friedrich Hebbel

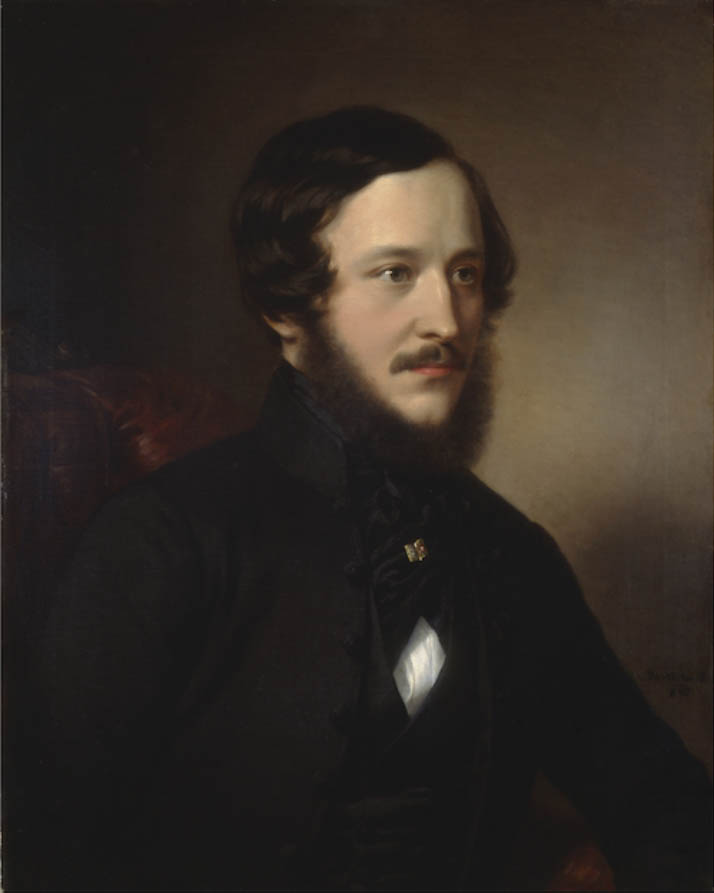
Eötvös József

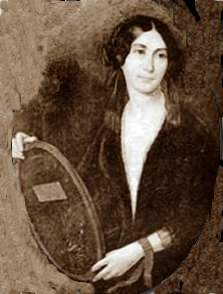
Louise-Victorine Ackermann

### Költészet
- Percy Bysshe Shelley filozófiai költeménye: Queen Mab (Mab királynő).
- George Byron elbeszélő költeménye: The Giaour (A gyaúr).

### Magyar nyelven
- Megjelenik Berzsenyi Dániel költeményeinek első kiadása.
- A nyelvújítási harc részeként megjelenik a Kazinczyt támadó Mondolat című gúnyirat.

## Születések
- január 9. – Kuthy Lajos regény- és drámaíró († 1864)
- február 12. – Otto Ludwig német költő, író, drámaíró († 1865)
- március 18. – Friedrich Hebbel német költő, drámaíró († 1863)
- május 20. – William Smith angol lexikográfus († 1893)
- augusztus 5. – Ivar Aasen norvég nyelvtudós, költő († 1896)
- szeptember 3. – Eötvös József író, politikus, a Magyar Tudományos Akadémia elnöke  († 1871)
- október 17. – Georg Büchner német drámaíró, a német realista drámairodalom meghatározó alakja († 1837)
- november 30. – Louise-Victorine Ackermann francia költőnő († 1890)
- december 6. – Nyikolaj Platonovics Ogarjov orosz költő, lapszerkesztő († 1877)

## Halálozások
- január 15. – Anton Bernolák katolikus pap, író, nyelvész; a szlovák irodalmi nyelv megalapítója  (* 1762)
- január 20. – Christoph Martin Wieland német költő, író, fordító, a német felvilágosodás és rokokó nagy költőszemélyisége, a német klasszicizmus elindítója (* 1733)
- augusztus 26. – Carl Theodor Körner német költő (* 1791)